# SeaMonkey
SeaMonkey è una collezione di applicazioni internet.
Nata come continuazione della Mozilla Application Suite, comprende un browser web (SeaMonkey Navigator), un client di posta elettronica e newsreader (SeaMonkey Mail & Newsgroups, che condivide il codice con Mozilla Thunderbird), un editor HTML (SeaMonkey Composer) ed un client IRC (Chatzilla).

## Storia
La prima versione stabile fu SeaMonkey 1.0, pubblicata il 30 gennaio 2006 e basata sullo stesso codice di Mozilla 1.8.
Lo sviluppo è ripreso ad Agosto 2019 dopo una lunga assenza.

## Caratteristiche
Lo sviluppo di SeaMonkey è gestito dalla comunità, al contrario di quello di Mozilla Application Suite, che fino alla sua ultima versione (1.7.13) era portato avanti dalla Mozilla Foundation.

Il gruppo di sviluppo è coordinato dal SeaMonkey Council.
SeaMonkey unisce le caratteristiche di un browser per la navigazione in internet con le funzioni di un gestore di posta elettronica, un editor HTML e un client IRC.
È assente nei repo:
- Debian
- Linux Mint
- Ubuntu

È presente sul makedeb package repository (fork di aurweb per Debian e Ubuntu)